# 検事の死命
『検事の死命』（けんじのしめい）は、柚月裕子の中・短編推理小説集。
佐方貞人シリーズの第3作であり、前作『検事の本懐』と同じく佐方貞人が検事として関わった話が集められているが、描かれているのは前作の1 - 2年後の佐方が30歳頃の姿である。前作は刑事部に所属して起訴までの捜査話が主だったのに比べ、本作では佐方は中編「死命」の途中で公判部に異動となり、実際に検事として法廷に立つことになる。
2016年、本作に収録されている短編「死命を賭ける」と「死命を決する」を原作としたテレビドラマが放送された。詳しくは「佐方貞人シリーズ#テレビドラマ」を参照。

## 各話あらすじ&登場人物
※登場人物それぞれのリンク先も参照

### 心を掬う
- 初出：2012年4月 『しあわせなミステリー』

増田は酒処「ふくろう」で親父から、投函した手紙が届かないと愚痴っていた常連客の話を聞く。同僚の事務官からも同じような話を聞き、世の中には忘れっぽい人間が多いのだというくらいにしか感じなかった増田だったが、佐方はその話を聞くと、郵便物がいつどこで投函されたのかなど、もっと詳しく調べるべきだと言う。そして、郵政監察官にも連絡をするようにという指示を出す。
佐々木 信雄（ささきのぶお）
増田と同じ、米崎地検の検察事務官。増田の2つ上で地元高校の先輩。身体が大きく、大学まで柔道を続けていた。
滝川 義明（たきがわ よしあき） / 滝川 須美代（たきがわ すみよ）
佐々木の叔父と叔母。娘に手紙を投函したのに届かなかったと嘆いている。
森脇 文雄（もりわき ふみお）
「ふくろう」常連客。手紙を投函したのに届かなかったと話していた。
福村 正行（ふくむら まさゆき）
米崎中央郵便局郵政監察官。筒井と同じくらいの歳、後頭部の毛量がかなり淋しい。痩せぎすの体格で顎は尖り、頬骨が目立っている。
田所 健二（たどころ けんじ）
38歳。妻と未就学児が2人いる。1年前に米崎北郵便局から中央郵便局に転属され、現在は通常郵便物を郵便番号読み取り機にかける作業に従事している。

### 業をおろす
- 初出：2012年8月 『このミステリーがすごい!』大賞作家書き下ろしBOOK

佐方は父・陽世の十三回忌のため、故郷の次原市へ帰る。しかし目的はそれだけではなかった。法事が執り行われる曹洞宗龍円寺の住職であり、佐方の父・陽世の高校時代の親友でもある上向井英心に、なぜ陽世が横領したと言われた金を裁判になる前に返済しなかったのか、なぜ裁判前に返済すれば実刑にはならなかったことを弁護士として知っていながらそれをしなかったかということの真相を聞くためである。法事には思わぬ人物も現れ、そして佐方は父の想いを知る。『検事の本懐』収録の短編「本懐を知る」完結編。
上向井 英心（うえむかい えいしん）
曹洞宗龍円寺の住職。県北では名刹として知られ、”龍円さん”と呼ばれている。佐方のことは”貞坊”と呼ぶ。陽世とは高校時代の親友で、いつも陽世が1番、英心が2番だった。高校卒業後は実家のあとを継ぐため、奈良県にある仏教系の大学に進学、僧侶免許を取得。本山で住職研修を受け、23歳で龍円寺の副住職に就任した。
上向井 多恵子（うえむかい たえこ）
英心の妻。もうすぐ還暦を迎える。
美代子（みよこ）
佐方敏郎の妹。長男と末っ子ということもあり、敏郎とは歳が20近く離れているが、自身も数年前に還暦を迎えた。呉原市在住。夫を早くに亡くし、小学校の教諭をしながら独居暮らしをしてきた。中学卒業と同時に預かった佐方を実の子のように育てた。佐方からすると大叔母にあたるが、そう呼ぶと一気に歳をとったようで嫌だと言うため、佐方は「美代子おばさん」と呼ぶ。
佐方 敏郎（さかた としろう）
佐方の祖父で陽世の父。82歳。広島県次原市山田町で現在もまだ農業を営んでいる。
佐方 スエ（さかた すえ）
佐方敏郎の妻で佐方の祖母。80歳。
篠原 宗之（しのはら むねゆき）
現役の弁護士。佐方陽世とは司法修習生時代の同期。広島で弁護士事務所を営んでいる。
小田嶋 一洋（おだじま かずひろ）
「小田嶋建設」現社長。故・小田嶋隆一朗の長男。60代前半。太い眉と角ばった顎が意志の強さを感じさせる。
清水 沙代（しみず さよ）
故・清水亮子の娘。長い黒髪をしている。20代半ば。
大葉 厚子（おおば あつこ）
かつて陽世の弁護士事務所で事務員として働いていたが、陽世が逮捕された後は別の弁護士事務所に移った。髪の短い小柄な女性。50歳くらい。娘がいる。
香苗（かなえ）
70歳前後。16年前、陽世が扱った殺人事件の被害者の妻。丸顔で、髪は短く黒々と艶めいている。

### 死命を賭ける 「死命」刑事部編 / 死命を決する 「死命」公判部編
- 初出：2013年8月 『このミステリーがすごい!』大賞作家書き下ろしBOOK vol.2 / 書き下ろし

電車内における痴漢行為により迷惑防止条例違反の容疑で逮捕された武本弘敏という男が送致されてきた。イベント会場行きのごったがえした電車内で女子高生・仁藤玲奈の臀部を触ったとされていたが、本人は一貫して犯行を否認。しかも玲奈から、「お金を払えば無かったことにしてやる」と脅迫されたと話す。被害者側にも話を聞くが、言い分は真っ向から対立。素行が悪く決して裕福ではない玲奈と、由緒ある家に入り、政治家や法曹界の重鎮などの後ろ盾も強い武本。どちらかが嘘をついているのは明白だが、捜査を続けた佐方はついに、武本を起訴することを決める。しかし上からは決して決裁印を押さないと言われ起訴は難航。だが米崎東署の南場の応援や筒井の案により、ついに公判に持ち込むことができた佐方は、検事としての死命を賭けて法廷に立つ。
武本 弘敏（たけもと ひろとし）
43歳。自宅の最寄駅である神原（かんばら）から富岡行きの電車内における痴漢行為で迷惑防止条例違反で逮捕された。地元の大手予備校で経理課長を務め、学校ではPTAの会長も務めている。目鼻立ちは整っており、見ようによっては愛嬌のある顔をしている。眼鏡をかけており、背が高く筋肉質。釣りや映画（戦争映画やホラー）、パソコンが趣味。本人はシーマに乗っており、家では他に2台の高級車がある。武本の家は県内有数の名家で、妻の麻美、義父で県立高校の校長→県教育委員会の元教育長である保、義母の篤子、そして小中高一貫の私立小学校に通う小学生の娘・杏里（あんり）と杏（あんず）という計6人の二世帯住宅。家政婦もいる。武本が30歳、麻美が28歳の時に武本が婿に入ったため、妻や義父母に頭が上がらない。自身の父親は市役所の元助役、母親は音大卒で自宅でピアノを教えている。
武本 麻美（たけもと あさみ）
弘敏の妻。見た目は40歳くらいで、日本人形のように黒髪を肩でまっすぐに切りそろえている。顔立ちは整っているが、表情のない顔と切れ長の冷たい目が取り澄ました印象を与える。
武本 篤子（たけもと あつこ）
弘敏の義母で麻美の母。県内有数の資産家一族で米崎の地方経済を牛耳る存在である本多家の四女。武本家に嫁いだ後も、人に名乗る時は武本姓ではなく本多家の血筋であることを強調する。父の正光が18代目、そしてその長男で篤子の兄・喜成（よしなり）が19代目を継ぎ、大河内代議士の後援会長となっている。先祖は米崎藩の家老。見事な銀髪で口に皺が深く刻まれ、尖った鼻梁と相まって近寄りがたい威厳がある。気の強さは喜成以上。
大河内 定和（おおこうち さだかず）
弁護士出身で米崎選出の衆議院議員で4期目、将来は総理候補とも言われている与党の実力派代議士。50代後半。小太り。現在は衆院の予算委員会と法務委員会に所属し、検察庁関連の予算に好意的な後押しをしている。検察からするともっとも頼りになる国会応援団のひとり。父の源蔵（げんぞう）も元検事総長で弁護士に転身した後も重鎮として法曹界におり、その影響力は計り知れない。祖父も高裁の判事を勤めていた。大河内の名前を知らない法曹関係者は皆無と言われている。
普段は故郷の訛言葉を多用して庶民派を売りにしているが、育ちは東京であるため怒ると標準語でまくし立て、大河内ならぬ”イラ河内”という別名でマスコミ関係者の間で有名。
橋元 源次郎（はしもと げんじろう）
大河内派に所属する地元の県会議員。米崎南署署長の南場に武本のことで圧力をかけてくる。
吉川（よしかわ）
武本喜成の秘書。
井原 智之（いはら ともゆき）
県下最大の法律事務所「井原法令綜合事務所」の代表弁護士。長年本多家の顧問弁護士をしていた流れで武本弘敏の担当弁護士となる。
仁藤 玲奈（にどう れいな）
米崎市内の高校に通う17歳の少女。米崎市の郊外に位置する商業都市・富岡にある「富岡アリーナ」で行われるロック・フェスティバルに向かう途中の電車内で、武本に痴漢をされ、手首を掴んで「痴漢です!」と叫んだ。母子家庭で現在は米崎市内のアパートで母親とふたり暮らし。14歳の時に万引き、16歳の時に恐喝容疑で補導された前歴がある。長い髪を染めて化粧をするなど精一杯背伸びをしているが、表情にはあどけなさが残り、実際の年齢よりも幼く見える。パン屋でアルバイトをしている。
仁藤 房江（にどう ふさえ）
玲奈の母。昼はホテルの清掃スタッフ、夜は弁当屋の従業員として働き、家庭を支えている。現在42歳だが、短い髪に白髪が目立ち、どことなくはかなげな表情が間もなく50歳と言われても違和感のない容貌となっている。見た目よりも動きやすさを重視した服装をしている。
鬼貫 正彰（おにつら まさあき）
検事正。東大法学部在学中に司法試験に受かり、卒業すると同時に司法修習生になった。検事に任官して1年か2年後に外務省に派遣され、フランス大使館の書記官を務める。法務官僚を長く務め、昨年米崎に検事正として着任したエリート中のエリートだが、この4月の異動で米崎を去る予定。現場経験がほとんどない赤レンガ派で、出世欲の塊。50代半ばで額はかなり後退しているが、髪は黒々としており、聡明で鋭利な印象を抱かせる。大河内定和を「先生」と呼ぶ。
小出 巧（こいで たくみ）
鬼貫の後釜として米崎地検にやってきた検事正。鬼貫と同じく東大法学部出身で後輩にあたり、赤レンガ派であるのも同じ。法務官僚が長く、前職の法務大臣官房秘書課長から転任してきた。
本橋 武夫（もとはし たけお）
次席検事。筒井の上司。
高尾 信也（たかお しんや）
川俣検事の担当事務官。
生方 伸次郎（うぶかた しんじろう）
高検次席検事。筒井と同じく中央大学法学部出身で筒井の先輩。特捜検事もつとめた叩きあげ。
高砂 宗一（たかさご そういち）
高検検事長。現場派。この4月で定年を迎える。
南場 輝久（なんば てるひさ）
米崎県米崎東署の署長。東署が逮捕した武本の案件を佐方が担当することを知ると、生活安全課のみならず全署員に檄を飛ばして証拠を探させる。
佐藤 健吾（さとう けんご）
米崎県米崎東署生活安全課係長で警部補。30代半ばだが頭髪はかなり薄い。所轄で武本の取り調べをした。
富樫 明日香（とがし あすか）
22歳、医療事務員。去年、富岡アリーナでイベントがあった日、混み合った車内で痴漢にあった。
半田 悟（はんだ さとし）
アパレルメーカー「株式会トップ・ウーマン」のチーフデザイナー。35歳。武本が飲み屋で知り合った男。痴漢事件の日、同じ電車に乗車していた。アート絵画のような柄シャツや真っ赤なハンチング帽などをかぶったいかにも業界人といった感じの男で年齢のわりには砕けすぎている印象。
高杉 考一（たかすぎこういち）
今回の事件の裁判官。判事歴20年のベテラン。銀縁の眼鏡をかけている。
多田 博（ただ ひろし）
米崎県警科学捜査研究所の研究員主査。40代後半。野太い声をしており、口調は大学教授を思わせる。銀髪を刈りこみ、口髭をたくわえている。
真淵 淳一（まぶち じゅんいち）
町田駅の職員。22歳。高校卒業後に入社し、1年前に町田駅に配属になった。

## 朗読劇
2025年8月1日から8月3日まで、草月ホールで公演予定。出演者は、赤楚衛二と矢本悠馬。

## 書籍情報
- 単行本：宝島社、2013年9月5日発売、ISBN 978-4-80-021554-3
- 文庫本：宝島社文庫、2014年10月4日発売、ISBN 978-4-80-023206-9、解説：西上心太
- 文庫本【新装版】：角川文庫、2018年8月24日発売、ISBN 978-4-04-106660-7、解説：恩田陸